# Castel Madama
Castel Madama es una localidad italiana de la ciudad metropolitana de Roma Capital, región de Lacio. Tiene una población estimada, a fines de 2020, de 7.147 habitantes.

## Evolución demográfica
| Gráfica de evolución demográfica de Castel Madama entre 1861 y 2001 |
|                                                                     |
| Fuente ISTAT - elaboración gráfica de Wikipedia                     |

## Ciudades hermanadas
- La Roda de Andalucía
- Oudenaarde